# Hausener Berg / Büchelesberg
Das Naturschutzgebiet Hausener Berg / Büchelesberg liegt auf dem Gebiet der Gemeinde Allmendingen und der Stadt Ehingen im Alb-Donau-Kreis in Baden-Württemberg.
Das aus zwei Teilflächen bestehende Gebiet erstreckt sich südöstlich des Kernortes von Allmendingen und östlich von Riedäcker. Am westlichen Rand des Gebietes verläuft die B 492, nördlich fließt der Aschenbach und verläuft die Kreisstraße K 422. Westlich erstreckt sich das 36,3 ha große Naturschutzgebiet (NSG) Umenlauh und südlich das 19,3 ha große NSG Ehinger Galgenberg.

## Bedeutung
Das 39,4 ha große Gebiet steht seit dem 22. Oktober 1996 unter der Kenn-Nummer 4.275 unter Naturschutz. Es handelt sich um „zwei Restflächen der einst auf der Schwäbischen Alb weit verbreiteten Kalkmagerweiden im Verbund mit Trockenrasen, Hecken, Obstwiesen, Einzelbäumen, Brachen, mageren Wiesen, Ackerrainen und -säumen. Die Vernetzung führt zu einer bemerkenswerten Artenvielfalt der Pflanzen- und Tierwelt im Schmiechtal.“

## Schutzzweck
Wesentlicher Schutzzweck ist laut Schutzgebietsverordnung insbesondere:
- Schutz und Erhaltung des auf stärker beweideten Flächen noch vorhandenen Enzian-Schillergrasrasens (Gentiano-Koelerietum) und der frühlingsenzianreichen Halbtrockenrasen (Gentiano vernae-Brometum);
- Schutz und Erhaltung der Flächen als Habitat der artenreichen und bedrohten Pflanzen‑ und Tiergemeinschaften der Magerrasen bzw. Heideflächen sowie zu extensivierenden Wiesen im Verbund mit Feldrainen, Einzelbäumen, Streuobstwiesen, Hecken, Trockenrasen, Brachen, mageren Wiesen und Ackersäumen. Diese Biotopstruktur ist insbesondere für die als Brutvögel vorkommenden Spezies wie Dorngrasmücke (Sylvia communis) und den stark gefährdeten Neuntöter (Lanius collurio) von großer Bedeutung, ebenso wie für die auf dieser Vegetationsform reichen Vorkommen vom Aussterben bedrohter Insektenarten;
- Erhaltung der Altgrasbestände der Ackersäume, ‑raine und Wegsäume für das gefährdete Rebhuhn (Perdix perdix) als Bodenbrüter, ferner der Schutz des Offenlandes und der Heideflächen vor Umbruch, weiterer Aufforstung und anderen Nutzungsintensivierungen;
- Erhaltung des Gebiets als Kernflächen für die regionale Biotopvernetzung und Landschaftsentwicklung;
- Schutz der landschaftsprägenden Schönheit und Eigenart, die im Schmiechtal eine Besonderheit darstellt und als Relikt der früheren Wirtschaftsweise von hohem landeskulturellem Wert ist;
- Erhaltung der Funktion als Erholungsraum mit hohem Erlebniswert;
- Schutz und Entwicklung eines regional und überregional bedeutenden Vorkommens des Gelben Leins (Linum flavum);
- Schutz und Entwicklung der Äcker und Ackersäume als Standorte für seltene Ackerwildkräuter.

Schutzziel ist es, die Nutzung so zu steuern, dass der ökologische, landeskundliche und wissenschaftliche Wert des Gebiets erhalten und optimiert werden kann. Die vorhandenen Äcker sollen für seltene Wildkräuter extensiviert und, soweit sinnvoll, wieder als Grünland genutzt werden. Das Grünland soll extensiver bewirtschaftet werden.